# Vrtenje
Vrtênje ali rotácija je gibanje okrog dane osi.

## Vrtenje v fiziki
Vrtênje  je v fiziki takšno gibanje togega telesa, pri kateri ostajajo točke na osi vrtenja pri miru.
Pri vrtenju okrog nepremične osi {\displaystyle \zeta } ima togo telo vrtilno količino {\displaystyle J_{\zeta }\omega } in vrtilno kinetično energijo {\displaystyle J_{\zeta }\omega ^{2}/2}, pri čemer je {\displaystyle J_{\zeta }} vztrajnostni moment togega telesa okoli te osi, ω pa kotna hitrost.
Za vrtenje velja izrek o vrtilni količini.

## Matematični opis zasuka
V matematiki se rotacija imenuje tudi zasúk ali vŕtež. Za razliko od fizike, kjer je pomembno postopno prehajanje iz ene lege v drugo (zato nedovršni glagol vrteti), je v matematiki pomemben le odnos med začetno in kočno lego (zato dovršni glagol zasukati).
Zasuk je ena od osnovnih preslikav v  geometriji in sodi med toge premike (preslikave, ki ohranjajo razdalje med točkami). V ravnini poznamo zasuk okoli točke, v prostoru pa zasuk okoli premice.
V dvorazsežnem vektorskem prostoru (tj. v kartezični ravnini)  lahko zasuk točke T(x,y) za kot θ v pozitivni smeri okoli koordinatnega izhodišča zapišemo z matriko:
{\displaystyle {\mathsf {R}}={\begin{bmatrix}\cos \theta &-\sin \theta \\\sin \theta &\cos \theta \end{bmatrix}}\!\,.}
To pomeni, da se točka  T(x,y) preslika v točko T' s koordinatama:
{\displaystyle x'=x\cos \theta -y\sin \theta \!\,}
{\displaystyle y'=x\sin \theta +y\cos \theta \!\,}

## V drugih vedah
V anatomiji rotacija predstavlja gibanje v sklepu.
V astronomiji je rotacija gibanje telesa okrog svoje lastne osi (za razliko od revolucije, ki je gibanje okoli drugega telesa).